# Luciana Rafagnin
Luciana Guzella Rafagnin (Mariano Moro, 10 de setembro de 1965) é uma agricultora familiar e cientista política e política brasileira filiada ao Partido dos Trabalhadores (PT).

## Biografia
Filha de Tranqüilo Guzella e Dejanira Chiapetti Guzella. Começou na política no sudoeste do Paraná tornando-se líder sindical na organização das mulheres agricultoras. É filiada ao PT desde 1989.
Foi vereadora em Francisco Beltrão por dois mandatos, se elegendo em 1992 e em 1996.
Exerceu de forma consecutiva três mandatos como deputada estadual na Assembleia Legislativa do Paraná, se elegendo em 2002, 2006 e 2010. Disputou a eleição de 2014, mas não foi eleita. Em 2018, é eleita com 30 mil votos para retornar à ALEP.
Em 2024, foi uma dos 13 parlamentares que votaram contra o projeto do governador Ratinho Júnior que privatiza a gestão das escolas públicas do Paraná.